# Jabal al ‘Uwaynāt
Jabal al ‘Uwaynāt är ett berg i Libyen. Det ligger i den sydöstra delen av landet, 1 700 km sydost om huvudstaden Tripoli. Toppen på Jabal al ‘Uwaynāt är 1 934 meter över havet.
Terrängen runt Jabal al ‘Uwaynāt är huvudsakligen kuperad, men österut är den bergig. Jabal al ‘Uwaynāt är den högsta punkten i trakten. Trakten runt Jabal al ‘Uwaynāt är nära nog obefolkad, med mindre än två invånare per kvadratkilometer. Det finns inga samhällen i närheten. Trakten runt Jabal al ‘Uwaynāt är ofruktbar med lite eller ingen växtlighet.